# Цензорий Дациан
Цензорий Дациан (на латински: Censorius Datianus) е политик на Римската империя през 4 век.
Кореспондира си с Либаний през 355 – 365 г. и 20 писма са запазени.
През 345 г. e comes и пише на епископ Атанасий да се върне в Александрия. 351 г. е член на трибунала в синода на Сирмиум. През 358 г. той е консул заедно с Нераций Цереал. Става patricius на 18 септември.